# Ulrich Mühe
Friedrich Hans Ulrich Mühe (pronunciación en alemán: /ˈʊlʁɪç ˈmyːə/ (escucharⓘ)) (20 de junio de 1953 - 22 de julio de 2007) fue un actor alemán de cine, teatro y televisión.  Interpretó el papel del Hauptmann (Capitán) Gerd Wiesler en la película ganadora del Óscar Das Leben der Anderen (La vida de los otros, 2006), por la que recibió el premio dorado a Mejor Actor en los premios al cine alemán Deutscher Filmpreis y el Premio al Mejor Actor en la edición 2006 de los Premios al Cine Europeo.
Después de dejar la escuela, Mühe trabajó como albañil y guardia fronterizo en el Muro de Berlín. Posteriormente se interesó en la actuación y desde finales de los años 70 hasta principios de los 80 apareció en numerosas obras teatrales, convirtiéndose en estrella del Deutsches Theater (Teatro Alemán) en Berlín Este. Fue activista político y denunció al gobierno comunista en Alemania del este mediante un memorable discurso en la manifestación de Alexanderplatz el 4 de noviembre de 1989, poco antes de la caída del Muro. Después de la reunificación alemana continuó apareciendo en muchas películas, programas de televisión y montajes teatrales. En Alemania fue particularmente conocido por interpretar el papel protagónico del Dr. Robert Kolmaar en la prolongada serie policiaca Der letzte Zeuge (El último testigo, 1998–2007).

## Educación y primeros años

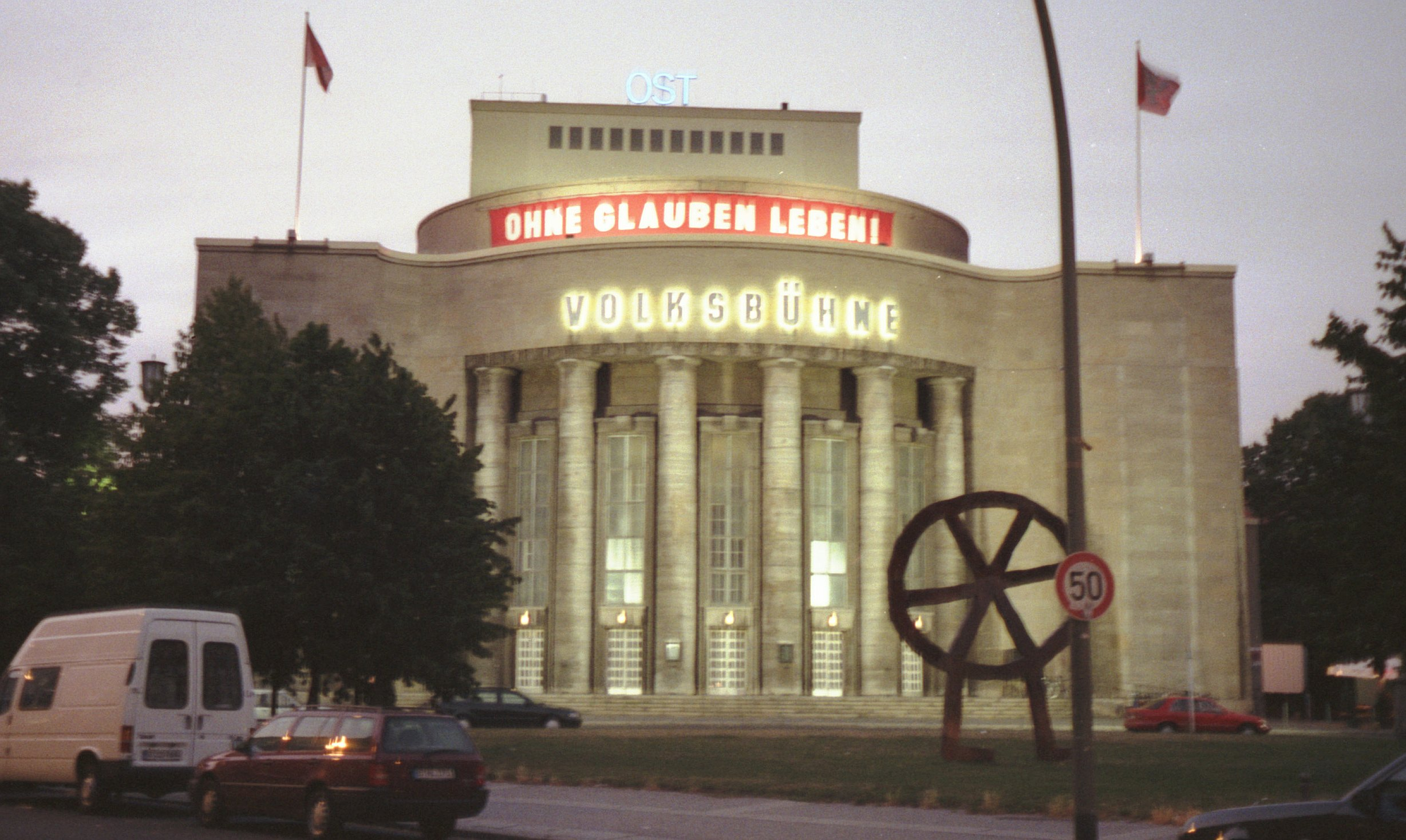
El Volksbühne en la Plaza Rosa Luxemburgo en el distrito de Mitte, Berlín, fotografiado en julio de1999.

Hijo de un peletero, Mühe nació el 20 de junio de 1953 en Grimma, Bezirk Leipzig (parte de la actual Sajonia), en la República Democrática Alemana. Después de dejar la escuela entrenó como albañil y después hizo el servicio militar obligatorio en el Nationale Volksarmee (Ejército Popular Nacional) como guardia fronterizo en el Muro de Berlín. Fue relegado del cargo después de sufrir úlceras estomacales; algunos comentaristas han dicho que esto se debió a la tensión, y también han sugerido que marcó el principio del cáncer de estómago que finalmente acabaría con su vida.
Después de su trabajo en el Muro se dedicó a la actuación y estudió en la Escuela de Teatro "Hans Otto" Leipzig de 1975 a 1979. Su primer rol como actor escénico profesional fue en 1979, cuando apareció interpretando a Lyngstrad en la obra de Ibsen Fruen fra havet (La dama del mar), en el Teatro del Estado de Karl-Marx-Stadt (ahora Chemnitz). Después apareció en una producción de Macbeth montada por el dramaturgo y director Heiner Müller en el Volksbühne de Berlín Oriental.

## Carrera

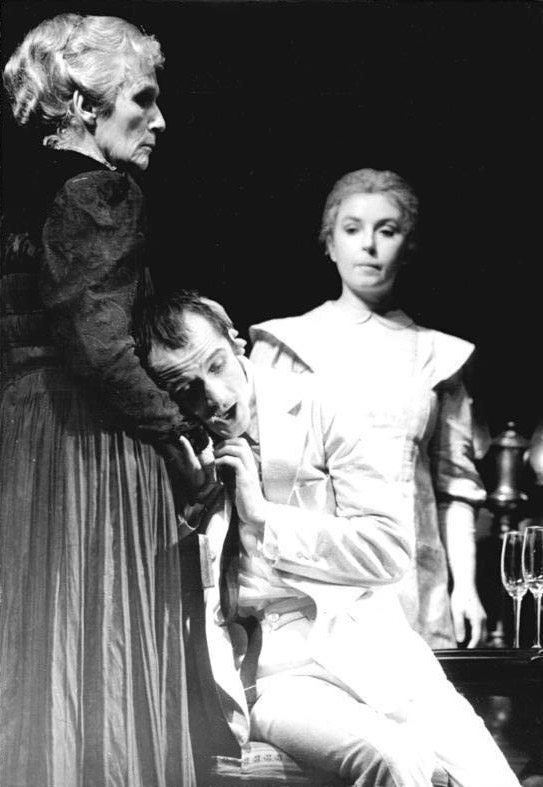
El estreno de Fantasmas de Henrik Ibsen, el 18 de noviembre de 1983 en el Kammerspiele (Teatro de cámara) del Deutsches Theater junto con Inge Keller como la señora Alving (izquierda), Mühe como su hijo Osvald, y Simone von Zglinicki como la sirvienta Regine Engstrand

En 1983, por invitación de Müller, se unió al elenco del Teatro Alemán de Berlín Oriental y se convirtió en su estrella gracias a su versatilidad en roles cómicos y dramáticos, apareciendo en producciones como el Egmont  de Goethe(1986), Peer Gynt  de Ibsen y  Nathan der Weise (Nathan el Sensato) de Lessing, (1988). Tomó el protagónico de Hamlet tanto en la obra de Shakespeare como en Máquinahamlet de Müller (Hamletmachine, 1989). Mühe diría posteriormente: «El teatro era el único sitio en Alemania del Este donde no se le mentía a las personas. Para nosotros los actores era una isla. Podíamos atrevernos a criticar». En la pantalla, coprotagonizó junto a su segunda mujer Jenny Gröllmann en la película de Herman Zschoche Hälfte des Lebens (Media vida, 1984) sobre el poeta lírico alemán Friedrich Hölderlin (1770–1843).
Mühe desempeñó una función primordial organizando las protestas que tuvieron lugar con anterioridad a la reunificación de Alemania. A menudo dio lecturas públicas del ensayo de Walter Jenka Schwierigkeiten mit der Wahrheit (Dificultades con la verdad, 1989) en el Teatro Alemán, antes de que el libro pasara la censura de la República Democrática Alemana. El 4 de noviembre de 1989, poco antes de la caída del Muro de Berlín, declaró inválido el monopolio del poder por parte de los comunistas ante medio millón de personas durante la manifestación de Alexanderplatz. En el mismo año se volvió conocido internacionalmente tras interpretar, junto a Armin Mueller-Stahl y Klaus Maria Brandauer, el protagónico en Das Spinnennetz de Bernhard Wicki (La tela de araña, basada en la novela fragmentaria expresionista homónima escrita por el austriaco Joseph Roth), al teniente de derechas Lohse, quien duerme y destruye su ascenso al éxito profesional en la temprana República de Weimar después de sufrir un accidente casi fatal durante el motín de Wilhelmshaven de 1918.

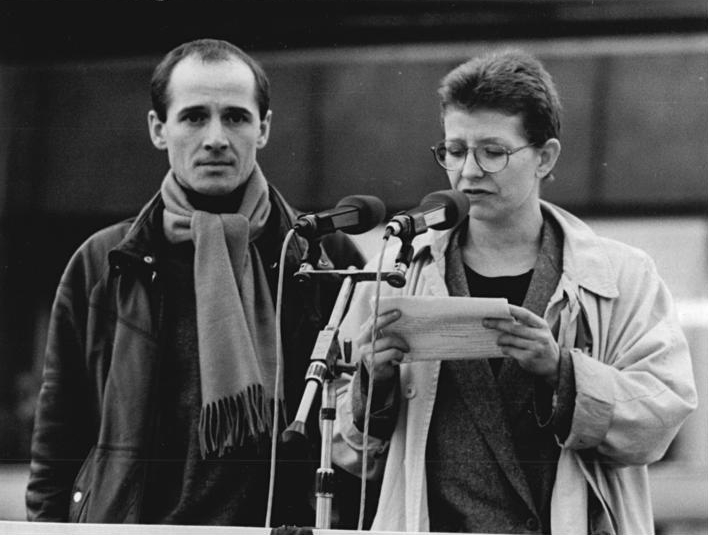
Mühe y su colega Johanna Schall hablando en la Alexanderplatz el 4 de noviembre de 1989, ante una manifestación de medio millón de ciudadanos

Después de la reunificación alemana Mühe continuó apareciendo en gran número de películas, programas de televisión y producciones teatrales en Alemania y el extranjero. Probó su capacidad para los papeles cómicos en Schtonk! (1991), una sátira nominada al Oscar sobre el fraude de los diarios de Hitler, y mostró su lado más serio en El vídeo de Benny  de Michael Haneke (1992), Das Schloss (El castillo, 1996) y Funny Games (1997). En esta última película, Mühe y su tercera mujer Susanne Lothar interpretaron a un matrimonio que es hecho cautivo en su cabaña de veraneo por dos jóvenes psicóticos que les obligan a practicar "juegos" sádicos entre ellos.
En los años 2000 Mühe interpretó a distintos nazis. Fue Joseph Goebbels en Goebbels und Geduldig (Goebbels y Geduldig, 2001) y Josef Mengele en Amén (2002), una película dirigida por Costa Gavras, e iba a interpretar a Klaus Barbie en una película subsecuente. Su última película fue la comedia Mein Führer – Die wirklich wahrste Wahrheit über Adolf Hitler (Mi Führer: La verdad verdaderamente más cierta sobre Adolf Hitler, 2007), en la que interpretó al profesor Adolf Israel Grünbaum, un actor contratado para dar lecciones a Hitler.
En 2006 apareció en el Centro de arte Barbican de Londres en la obra Zerbombt, la producción alemana dirigida por Thomas Ostermeier de Blasted, escrita por Sarah Kane. En ella interpretó a un periodista de mediana edad cuyo encuentro con una joven provoca un pandemonio en un hotel de Leeds.
Mühe era también conocido en Alemania por el papel de un el brillante pero excéntrico patólogo, el Dr. Robert Kolmaar, en 73 episodios de la serie policial Der letzte Zeuge (El último testigo, 1998–2007), por la que obtuvo el premio a Mejor Actor en una Serie de Televisión en los Deutscher Fernsehpreis (Premios Televisivos alemanes) de 2005.

## La vida de los otrosy últimos años

Mühe como el Capitán Gerd Wiesler en Das Leben der Anderen (La vida de los otros, 2006). Curiosamente, los acontecimientos en la vida de Mühe tenían un paralelismo con el argumento de la cinta.

Para las audiencias mundiales, Mühe era probablemente más conocido por interpretar al capitán Gerd Wiesler en la cinta La vida de los otros (2006), de Florian Henckel von Donnersmarck, la cual ganó el Premio de la Academia para Mejor Película de Lengua Extranjera en 2007. La película está situada a mitad de los años ochenta, y Wiesler es un agente de la Stasi asignado a intervenir y vigilar el departamento de Georg Dreyman (Sebastian Koch), un dramaturgo de Alemania del Este, y su novia, la actriz Christa-Maria Sieland (Martina Gedeck). Sin embargo, se desilusiona de la necesidad de monitorear a la pareja por razones de seguridad nacional después de descubrir que el ministro que ordenó la vigilancia obró impulsado por razones sexuales en vez de políticas. Gradualmente, los sentimientos de Wiesler pasan del desprecio y la envidia a la compasión. Por este papel, Mühe obtuvo en 2006 distintos reconocimientos, entre los cuales se encuentran el de Mejor Actor Principal de Oro en los premios cinematográficos más prestigiosos de Alemania, los Deutscher Filmpreis; y el Premio a Mejor Actor en los Premios del Cine Europeo.

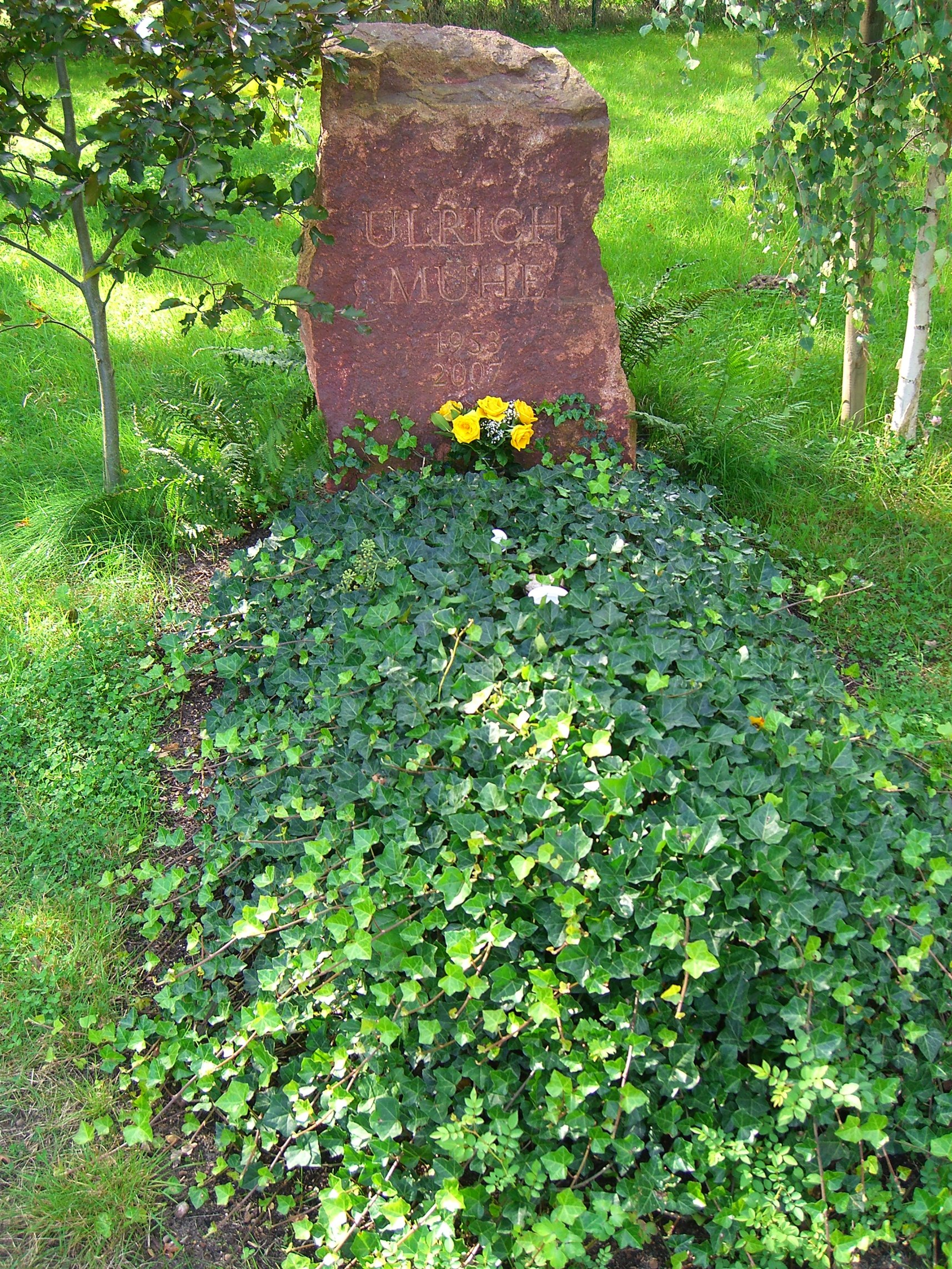
Tumba de Mühe en Walbeck (2011)

La Fundación Federal para la Revaloración de la Dictadura del Partido Socialista Unificado de Alemania  (Bundesstiftung zur Aufarbeitung der SED-Diktatur, conocida como "Stiftung Aufarbeitung"), una organización gubernamental fundada para examinar y revalorar la dictadura comunista de Alemania del Este, se expresó así sobre Mühe: «A través de sus impresionantes actuaciones... Ulrich Mühe sensibilizó a una audiencia de millones sobre las maquinaciones de la Stasi y sus consecuencias». La declaración añadió que Mühe había sido un participante activo y valorado en los eventos de la fundación.
Mühe ya estaba gravemente enfermo en la ceremonia de premiación en la que Das Leben der Anderen ganó el Oscar, y voló a Alemania horas más tardes para someterse a una operación de estómago urgente. En un artículo en Die Welt del 21 de julio de 2007, Mühe discutió el diagnóstico de cáncer de estómago que había puesto su carrera en pausa; moriría el día siguiente. El 25 de julio de 2007 fue sepultado en el pueblo de su madre, Walbeck, en el Landkreis (distrito rural) de Börde, Sajonia-Anhalt.

## Vida personal
Mühe estuvo casado tres veces. La primera vez fue con la dramaturga Annegret Hahn, con la que tuvo dos hijos: Andreas, fotógrafo residente en Berlín, y Konrad, pintor. Su segundo matrimonio fue en 1984, con la actriz Jenny Gröllmann, después de que se enamoraron actuando juntos en la película para televisión Die Poggenpuhls, ese mismo año. Mühe y Gröllmann tuvieron una hija, Anna Maria Mühe, quién también es actriz. Mühe fue padrastro de Jeanne, hija de Gröllmann, quien se dedica a ser maquilladora.

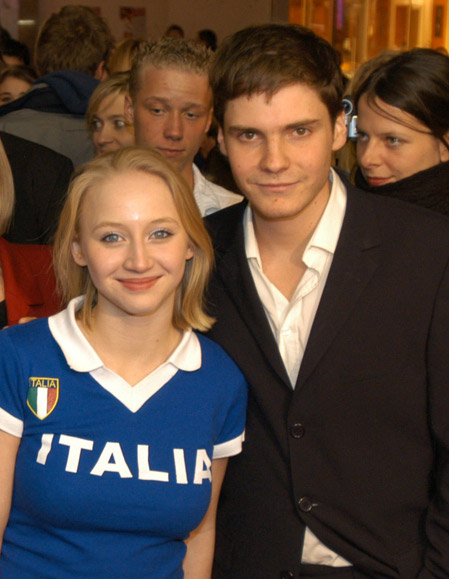
Anna Maria Mühe, junto al actor Daniel Brühl en el estreno de su película Was nützt die Liebe in Gedanken (Amor en Pensamientos, 2004)

Después de la reunificación alemana, Mühe supuestamente descubrió evidencia en su archivo de la Stasi de que había estado bajo vigilancia no sólo de sus colegas en el teatro de Berlín Oriental, sino también de su esposa Jenny Gröllmann. El archivo contenía transcripciones detalladas de reuniones que Grollman (quien estaba registrada como «colaborador informal»), había tenido con su comandante de 1979 a 1989. Esto tenía un paralelismo con la trama de La vida de los otros, ya que en esta cinta la presión ejercida por la Stasi sobre la mujer del dramaturgo hace que ésta lo delate como el autor de un reporte sobre las cifras ocultas de suicidio en la RDA. Mühe Y Gröllmann se divorciaron en 1990. En un libro que acompañaba a la película, Mühe habló sobre el sentimiento de haber sido traicionado cuando descubrió el supuesto papel de su esposa como agente de la Stasi. Aun así, el controlador policíaco de Gröllman en la vida real alegó que había inventado muchos de los detalles en el archivo y que la actriz no estaba al tanto de que en realidad hablaba con un agente de la Stasi. Después de un altamente publicitado y enconado juicio, Gröllman (quien murió en agosto del 2006), ganó un mandato que impedía la publicación del libro. Cuando se le preguntó cómo había preparado su papel para la película, Mühe respondió: «Me acordé».
En el momento de su muerte, Mühe estaba casado con su tercera esposa, la actriz de teatro Susanne Lothar, y vivía en Berlín con la hija de Lothar y sus dos hijos, Sophie Marie y Jakob. Mühe y Lothar protagonizaron juntos la última cinta de Mühe, Nemesis (2010), que trata sobre la atribulada relación de una pareja Sin embargo, Lothar, quien murió en 2012, lanzó un pleito legal para bloquear el estreno de la película durante casi tres años, aparentemente porque sentía que dañaba la reputación de su matrimonio.

## Premios
Además de los premios mencionados en este artículo, Mühe obtuvo los premios siguientes:
- 1990 – El Zapato de Chaplin, el Premio al Actor Alemán (Deutscher Darstellerpreis) de la Asociación Federal de Directores de Cine y Televisión Alemanes (Bundesverbandes der Fernseh- und Filmregisseure en Deutschland eV
- 1991 – El Anillo Gertrud-Eysoldt
- 1992 – El Bambi
- 1994 – La Kainz-Medaille
- 2006 – El premio Bernhard-Wicki
- La medalla Helene-Weigel
- El premio de los críticos del Berliner Zeitung

## Filmografía

### Cine
| Año  | Título                         | Función                          | Director                         | Notas                           |
| ---- | ------------------------------ | -------------------------------- | -------------------------------- | ------------------------------- |
| 1983 | Olle Henry                     | Junger Mann                      | Ulrich Weiß                      |                                 |
| 1985 | La Mujer y el Desconocido      | Revolucionario                   | Rainer Simon                     |                                 |
| 1985 | Hälfte des Lebens              | Friedrich Hölderlin              | Herrmann Zschoche                |                                 |
| 1989 | Das Spinnennetz                | Theodor Lohse                    | Bernhard Wicki                   |                                 |
| 1989 | Días duros, Noches Duras       | Flimmer                          | Horst Königstein                 |                                 |
| 1990 | Sehnsucht                      | Sieghart                         | Jürgen Brauer                    |                                 |
| 1992 | Schtonk!                       | Dr. Wieland                      | Helmut Dietl                     |                                 |
| 1992 | El vídeo de Benny              | Vater                            | Michael Haneke                   |                                 |
| 1994 | The Blue One                   | Karl Kaminski                    | Lienhard Wawrzyn                 |                                 |
| 1995 | Rennschwein Rudi Rüssel        | Dr. Heinrich Gützkow             | Peter Timm                       |                                 |
| 1996 | Peanuts — Die Bank zahlt alles | Dr. Jochen Schuster              | Carlo Rola                       |                                 |
| 1996 | Engelchen                      | Kommissar                        | Helke Misselwitz                 |                                 |
| 1997 | Funny Games                    | Georg                            | Michael Haneke                   |                                 |
| 1997 | Sterben ist gesünder           | Hugo Wallner                     | Gert Steinheimer                 |                                 |
| 1998 | Sieben Monde                   | Eschbach                         | Peter Fratzscher                 |                                 |
| 1998 | Feuerreiter                    | Jacob Gontard                    | Nina Grosse                      |                                 |
| 1999 | Straight Shooter               | Markus Paufler                   | Thomas Bohn                      |                                 |
| 2001 | Goebbels und Geduldig          | Harry Geduldig / Joseph Goebbels | Kai Wessel                       |                                 |
| 2002 | Amén.                          | Doctor                           | Costa-Gavras                     |                                 |
| 2003 | Spy Sorge                      | Eugen Ott                        | Masahiro Shinoda                 |                                 |
| 2003 | Hamlet_X                       | Claudius Müller                  | Herbert Fritsch                  |                                 |
| 2005 | Schneeland                     | Knövel                           | Hans W. Geißendörfer             |                                 |
| 2006 | La vida de los otros           | Hpt. Gerd Wiesler                | Florian Henckel von Donnersmarck |                                 |
| 2007 | Mein Führer                    | Adolf Grünbaum                   | Dani Levy                        |                                 |
| 2010 | Nemesis                        | Robert                           | Nicole Mosleh                    | Póstuma, (último papel en cine) |